# (32326) 2000 QO62
(32326) 2000 QO62 es un asteroide perteneciente al cinturón de asteroides, descubierto el 28 de agosto de 2000 por el equipo del Lincoln Near-Earth Asteroid Research desde el Laboratorio Lincoln, Socorro, Nuevo México.

## Designación y nombre
Designado provisionalmente como 2000 QO62.

## Características orbitales
2000 QO62 está situado a una distancia media del Sol de 2,656 ua, pudiendo alejarse hasta 3,151 ua y acercarse hasta 2,161 ua. Su excentricidad es 0,186 y la inclinación orbital 14,09 grados: emplea 1581 días en completar una órbita alrededor del Sol.

## Características físicas
La magnitud absoluta de 2000 QO62 es 13,7.